# Собор Непорочного Зачатия Пресвятой Девы Марии (Дакка)
Собор Непорочного Зачатия Пресвятой Девы Марии — католическая церковь, находящаяся в Дакке, Бангладеш. Кафедральный собор архиепархии Дакки. Находится в районе Рамна по адресу: 1, Kakrail Road, Ramna, Dhaka, DHAKA BIBHAG 1000.
Один из двух христианских соборов Дакки. Кроме этого собора в Дакке также находится Собор Святого Фомы Англиканской церкви.
Построен в 1956 году и освящён 8 декабря, в день Непорочного Зачатия Пресвятой Девы Марии.
12 января 2017 года храм посетил римский папа Франциск во время его пастырского визита в Бангладеш.